# Philip Hayes
Philip Hayes est un organiste et compositeur anglais, né à Oxford le 17 avril 1738 et mort à Londres le 19 mars 1797.

## Biographie
D’abord choriste à Chapel Royal, Philip Hayes reçut son baccalauréat en musique à l’université d’Oxford en mai 1763.
Il devint Gentleman of the Chapel Royal en 1767 et vécut à Londres jusqu’à ce qu’il fût nommé organiste du New College d’Oxford.
À la mort de son père, le compositeur et organiste William Hayes (1708-1777), il devint professeur de musique ainsi qu’organiste du Magdalen College et de l’église de l’université ; il obtint son doctorat en musique la même année. Il fut en outre organiste du Saint John’s College à partir de 1790, et conserva tous ces postes – y compris celui de la Chapel Royal – jusqu’à son décès. 
Il composa de la musique vocale sacrée et profane ainsi que de la musique instrumentale.

## Œuvres
Musique instrumentale
- 6 Concertos pour orgue (ou clavecin ou pianoforte), suivis d’une sonate pour clavecin (éd. Londres, 1769)
- 6 Sonates, op. 2 pour clavecin (ou pianoforte) avec accompagnement de violon (éd. Londres, 1774)
- The Rival Nations, concerto pour 2 flûtes et cordes (MS Oxford, Bodleian Library)